# Абсолютна стойност
Абсолютна стойност или още модул на число се бележи с {\displaystyle |x|} и е разстоянието от числото до нулата. Затова, ако имаме числото −23, {\displaystyle |-23|} това е разстоянието от −23 до 0, т.е. {\displaystyle |23|}.

## История
Терминът „абсолютна стойност“ е предложен от Коутс – ученик на Нютон. Знакът за модул е въведен през 19 век от Вайерщрас. За комплексни числа това понятие е въведено от Коши и Арган през 19 век.

## Алгебрични свойства
Модулът на числото 31 е еднакъв с модула на числото -31, защото те са на еднакво разстояние от нулата.

### Дефиниция
{\displaystyle |x|=x} при x > 0 и {\displaystyle |x|=-x} при x < 0.
Затова
{\displaystyle |a-b|=|b-a|}
и
{\displaystyle |a+b|=|-a-b|}.
Стойностите на модула са винаги неотрицателни числа. Затова, ако искаме да извадим число извън модула пред скоби, това число може да е само положително.
По същия начин
{\displaystyle |ab|=a|b|} при a > 0
и
{\displaystyle |ab|=-a|b|} при a < 0.
За комплексно число {\displaystyle z=a+\mathrm {i} \,b} абсолютната стойност е
{\displaystyle |z|={\sqrt {z\cdot {\bar {z}}}}={\sqrt {(a+\mathrm {i} \,b)\cdot (a-\mathrm {i} \,b)}}={\sqrt {a^{2}+b^{2}}}}.

### Примери
Решаване на уравнение, съдържащо модул:
Да се реши уравнението |x + 3| = 5. Разглеждаме отделно двата случая: x + 3 = 5 и x + 3 = −5. Получаваме двете решения x = 2 и x = −8.